# Гунтер Регенсбургский
Гунтер Регенсбургский (нем. Gunther von Regensburg; умер 8 октября 940) — блаженный Католической церкви, в 940 году — 11-й епископ Регенсбурга; день памяти 8 октября.
Долгое время блаженный Гунтер был монахом в монастыре святого Эммерама в Регенсбурге. Он нёс послушание охранника. Хронист и епископ Титмар Мерзебургский в своей хронике сообщает о том, что после смерти регенбургского епископа Изенгрима (Изангрима) императору Оттону Великому приснилось, что он должен рукоположить в сан епископа первого встреченного им в монастыре монаха. Таковым оказался Гунтер. В этот же день он стал епископом Регенсбургским и, одновременно, исполняющим обязанности настоятеля монастыря святого Эммерама, как и его предшественники.
Епископские обязанности он исполнял до дня своей смерти всего полгода, с 29 марта по 8 октября 940 года.